# Devalapura, Belur
Devalapura là một làng thuộc tehsil Belur, huyện Hassan, bang Karnataka, Ấn Độ.